# Cotoneaster mongolicus
Cotoneaster mongolicus là loài thực vật có hoa trong họ Hoa hồng. Loài này được Pojark. mô tả khoa học đầu tiên năm 1955.